# Belcanto - Melchior
Belcanto - Melchior er en dokumentarfilm fra 1996 instrueret af Jan Schmidt-Garre.

## Handling
Den danskfødte sanger Lauritz Melchior (1890-1973) regnes som en af operahistoriens førende heltetenorer. Efter debuten i »Tannhäuser« i 1918 blev Melchior især kendt som Wagner-fortolker, idet han som en af de få sangere nogensinde mestrede selv de sværeste passager i den tyske komponists værker. Senere fulgte en lang karriere ved Metropolitan Operaen i New York. Lauritz Melchiors liv og værk belyses dels gennem arkivklip, dels gennem nye interviews, heriblandt en kyndig analyse af hans sangstil forestået af eksperten Jürgen Kesting, forfatteren til »The Great Singers«. Portrættet er produceret med stor omhyggelighed i sansen for tekniske finesser, ikke mindst hvad angår restaureringen af det righoldige arkivmateriale af sjældne optagelser.